# Skeleton-Intercontinentalcup 2015/16
Der Skeleton-Intercontinentalcup 2015/16 war eine von der International Bobsleigh & Skeleton Federation (IBSF) veranstaltete Rennserie, die zum neunten Mal ausgetragen wurde und neben dem Europacup und dem Nordamerikacup zum Unterbau des Weltcups gehört. Die Ergebnisse der acht Saisonläufe an vier Wettkampforten flossen in das IBSF-Skeleton-Ranking 2015/16 ein.

## Teilnahmequoten
Die Quotenplätze für die einzelnen nationalen Verbände wurden auf Grundlage des Rankings aus der Vorsaison folgendermaßen vergeben:
- Männer:[1]
  - 3 Startplätze:  Russland,  Deutschland,  Vereinigte Staaten,  Kanada,  Vereinigtes Königreich
  - 2 Startplätze:  Österreich,  Schweiz
  - alle anderen Nationen 1 Startplatz
- Frauen:[2]
  - 3 Startplätze:  Kanada,  Russland,  Deutschland,  Vereinigte Staaten
  - alle anderen Nationen 1 Startplatz

## Männer

### Veranstaltungen
| Datum             | Ort         | Sieger              | Zweiter             | Dritter                                  |
| ----------------- | ----------- | ------------------- | ------------------- | ---------------------------------------- |
| 19. November 2015 | Lake Placid | Alexander Gassner   | Martin Rosenberger  | Kyle Brown                               |
| 20. November 2015 | Lake Placid | Martin Rosenberger  | Alexander Gassner   | Kyle Brown                               |
| 2. Dezember 2015  | Whistler    | Martin Rosenberger  | Alexander Auer      | Alexander Gassner                        |
| 3. Dezember 2015  | Whistler    | Martin Rosenberger  | Alexander Gassner   | Paul Fraser                              |
| 7. Januar 2016    | Igls        | Alexander Tretjakow | Nikita Tregubow     | Kilian von Schleinitz                    |
| 8. Januar 2016    | Igls        | Nikita Tregubow     | Alexander Tretjakow | Kilian von Schleinitz                    |
| 14. Januar 2016   | Königssee   | Nikita Tregubow     | Alexander Tretjakow | Martin Rosenberger                       |
| 15. Januar 2016   | Königssee   | Alexander Tretjakow | Nikita Tregubow     | Kilian von Schleinitz Martin Rosenberger |

### Gesamtwertung
Endstand nach 8 Rennen
| Rang | Pilot                 | Land                   | LAK1 | LAK2 | WHI1 | WHI2 | IGL1 | IGL2 | KÖN1 | KÖN2 | Punkte |
| ---- | --------------------- | ---------------------- | ---- | ---- | ---- | ---- | ---- | ---- | ---- | ---- | ------ |
| 01.  | Martin Rosenberger    | Deutschland            | 2    | 1    | 1    | 1    | 9    | 7    | 3    | 3    | 834    |
| 02.  | Alexander Gassner     | Deutschland            | 1    | 2    | 3    | 2    | 5    | 4    | 5    | 5    | 814    |
| 03.  | Kilian von Schleinitz | Deutschland            | 6    | 4    | 4    | 4    | 3    | 3    | 4    | 3    | 778    |
| 04.  | Evan Neufeldt         | Kanada                 | 11   | 9    | 8    | 6    | 8    | 9    | 10   | 9    | 616    |
| 05.  | Patrick Rooney        | Kanada                 | 8    | 10   | 5    | 3    | 13   | 14   | 14   | 16   | 566    |
| 06.  | Kenny Howard          | Vereinigtes Königreich | 8    | 14   | 7    | 12   | 10   | 8    | 19   | 10   | 545    |
| 07.  | Yūki Sasahara         | Japan                  | 7    | 8    | 9    | 13   | 16   | 17   | 8    | 14   | 528    |
| 08.  | Paul Fraser           | Kanada                 | 12   | 12   | 14   | 5    | 11   | 15   | 16   | 15   | 496    |
| 09.  | Kyle Brown            | Vereinigte Staaten     | 3    | 3    | 10   | 11   | –    | –    | 9    | 12   | 484    |
| 10.  | Stefan Geisler        | Österreich             | 15   | 16   | 11   | 10   | 15   | 11   | 11   | 17   | 472    |
| 11.  | Alexander Tretjakow   | Russland               | –    | –    | –    | –    | 1    | 2    | 2    | 1    | 460    |
| 11.  | Nikita Tregubow       | Russland               | –    | –    | –    | –    | 2    | 1    | 1    | 2    | 460    |
| 13.  | Stephen Garbett       | Vereinigte Staaten     | 5    | 6    | 14   | 7    | 21   | 20   | 20   | 20   | 453    |
| 14.  | Jeremy Rice           | Vereinigtes Königreich | 10   | 17   | 13   | 14   | 17   | 18   | 15   | 12   | 432    |
| 15.  | Basil Sieber          | Schweiz                | 18   | 13   | 17   | 15   | 22   | 22   | 13   | 11   | 380    |
| 16.  | Michael Rogals        | Vereinigte Staaten     | 13   | 7    | 18   | 17   | 18   | 16   | 21   | 22   | 375    |
| 17.  | Alexander Auer        | Österreich             | 4    | 5    | 2    | 9    | –    | –    | –    | –    | 374    |
| 18.  | Raphael Maier         | Österreich             | –    | –    | –    | –    | 7    | 5    | 6    | 6    | 352    |
| 19.  | Pawel Kulikow         | Russland               | –    | –    | –    | –    | 4    | 13   | 7    | 7    | 324    |
| 20.  | David Swift           | Vereinigtes Königreich | –    | –    | –    | –    | 6    | 6    | 12   | 8    | 320    |
| 21.  | Riet Graf             | Schweiz                | 17   | 18   | 16   | 20   | 20   | 21   | 18   | 19   | 308    |
| 22.  | Rhys Thornbury        | Neuseeland             | 14   | 15   | 6    | 8    | –    | –    | –    | –    | 276    |
| 23.  | Rasmus Ottosson       | Schweden               | 19   | 19   | 12   | 16   | –    | –    | –    | –    | 186    |
| 24.  | Adam Edelman          | Israel                 | –    | –    | 21   | 21   | 24   | 25   | 22   | 21   | 163    |
| 25.  | Philipp Mölter        | Tschechien             | –    | –    | –    | –    | 23   | 19   | 17   | 18   | 146    |
| 26.  | Nathan Crumpton       | Vereinigte Staaten     | –    | –    | –    | –    | 11   | 9    | –    | –    | 144    |
| 27.  | Ivo Šteinbergs        | Lettland               | –    | –    | –    | –    | 14   | 11   | –    | –    | 124    |
| 28.  | Jung Seung-gi         | Südkorea               | 16   | 10   | –    | –    | –    | –    | –    | –    | 120    |
| 29.  | Marin Bangiew         | Bulgarien              | –    | –    | –    | –    | 25   | 24   | 23   | 23   | 92     |
| 30.  | Arvid Rapp            | Schweden               | –    | –    | –    | –    | 26   | 26   | 24   | 24   | 80     |
| 31.  | Kim Ji-soo            | Südkorea               | –    | –    | 20   | 18   | –    | –    | –    | –    | 74     |
| 32.  | Dean Timmings         | Australien             | –    | –    | 19   | 19   | –    | –    | –    | –    | 74     |
| 33.  | Andrea Gallina        | Italien                | –    | –    | –    | –    | 19   | –    | –    | –    | 37     |
| 34.  | Manuel Schwaerzer     | Italien                | –    | –    | –    | –    | –    | 23   | –    | –    | 25     |

## Frauen

### Veranstaltungen
| Datum             | Ort         | Siegerin          | Zweite            | Dritte            |
| ----------------- | ----------- | ----------------- | ----------------- | ----------------- |
| 19. November 2015 | Lake Placid | Katie Uhlaender   | Anna Fernstädt    | Savannah Graybill |
| 20. November 2015 | Lake Placid | Katie Uhlaender   | Megan Henry       | Lanette Prediger  |
| 2. Dezember 2015  | Whistler    | Lanette Prediger  | Savannah Graybill | Katie Uhlaender   |
| 3. Dezember 2015  | Whistler    | Savannah Graybill | Katie Uhlaender   | Lanette Prediger  |
| 7. Januar 2016    | Igls        | Jelena Nikitina   | Lelde Priedulēna  | Katie Uhlaender   |
| 8. Januar 2016    | Igls        | Jelena Nikitina   | Lelde Priedulēna  | Katie Uhlaender   |
| 14. Januar 2016   | Königssee   | Anna Fernstädt    | Lelde Priedulēna  | Lanette Prediger  |
| 15. Januar 2016   | Königssee   | Anna Fernstädt    | Lelde Priedulēna  | Lanette Prediger  |

### Gesamtwertung
Endstand nach 8 Rennen
| Rang | Pilotin           | Land                   | LAK1 | LAK2 | WHI1 | WHI2 | IGL1 | IGL2 | KÖN1 | KÖN2 | Punkte |
| ---- | ----------------- | ---------------------- | ---- | ---- | ---- | ---- | ---- | ---- | ---- | ---- | ------ |
| 03.  | Anna Fernstädt    | Deutschland            | 2    | 6    | 8    | 4    | 6    | 6    | 1    | 1    | 790    |
| 04.  | Savannah Graybill | Vereinigte Staaten     | 3    | 4    | 2    | 1    | 10   | 7    | 11   | 10   | 724    |
| 05.  | Megan Henry       | Vereinigte Staaten     | 7    | 2    | 4    | 6    | 4    | 8    | 9    | 9    | 706    |
| 06.  | Kimberley Bos     | Niederlande            | 8    | 8    | 9    | 7    | 5    | 5    | 7    | 11   | 656    |
| 07.  | Cassie Hawrysh    | Kanada                 | 5    | 7    | 7    | 8    | 11   | 11   | 6    | 6    | 652    |
| 08.  | Madison Charney   | Kanada                 | 9    | 9    | 5    | 5    | 12   | 12   | 15   | 13   | 576    |
| 09.  | Lelde Priedulēna  | Lettland               | –    | –    | –    | –    | 2    | 2    | 2    | 2    | 440    |
| 10.  | Jelena Nikitina   | Russland               | –    | –    | –    | –    | 1    | 1    | 7    | 5    | 416    |
| 11.  | María Montejano   | Spanien                | 10   | 10   | –    | –    | 13   | 13   | 13   | 12   | 388    |
| 12.  | Julija Kanakina   | Russland               | –    | –    | –    | –    | 7    | 9    | 4    | 4    | 352    |
| 13.  | Takako Oguchi     | Japan                  | 4    | 5    | 6    | 9    | –    | –    | –    | –    | 352    |
| 14.  | Orlowa Marija     | Russland               | –    | –    | –    | –    | 8    | 10   | 10   | 8    | 304    |
| 15.  | Katie Tannenbaum  | Am. Jungferninseln     | 11   | 10   | 11   | 11   | –    | –    | –    | –    | 276    |
| 16.  | Nozomi Komuro     | Japan                  | –    | –    | –    | –    | 14   | 16   | 12   | 14   | 224    |
| 17.  | Sandra Andriainen | Schweden               | –    | –    | –    | –    | 17   | 14   | 14   | 15   | 208    |
| 18.  | Mun Ra-young      | Südkorea               | –    | –    | 10   | 10   | –    | –    | –    | –    | 144    |
| 19.  | Zsuzsanna Zimanyi | Schweiz                | –    | –    | –    | –    | 18   | 18   | DNF  | 16   | 128    |
| 20.  | Ashleigh Pittaway | Vereinigtes Königreich | –    | –    | –    | –    | 16   | 15   | –    | –    | 100    |
| 21.  | Johanna Balassa   | Österreich             | –    | –    | –    | –    | 15   | 17   | –    | –    | 96     |
| 22.  | Camilla Bryer     | Bulgarien              | –    | –    | –    | –    | 19   | 19   | –    | –    | 74     |